# كارل أندري
كارل أندري (بالألمانية: Karl Theodor Andree)‏ هو جغرافي وصحفي ألماني، ولد في 20 أكتوبر 1808 في براونشفايغ في ألمانيا، وتوفي في 10 أغسطس 1875 في باد فيلدونغن في ألمانيا.